# Kenosha, Wisconsin
Kenosha este o localitate, o municipalitate și sediul comitatului omonim, Kenosha, statul Wisconsin, Statele Unite ale Americii.
1. ↑   https://www.kenosha.org/departments/mayor-administration, accesat în 1 august 2024 Lipsește sau este vid: |title= (ajutor)
2. ↑  2010 U.S. Gazetteer Files, accesat în 9 iulie 2020